# پل شمالگان

راه دریایی پل شمالگان (خط آبی)، از طریق مسیرهای بدون یخ در اقیانوس شمالگان، آمریکای شمالی را به بازارهای اروپا و آسیا پیوند می‌دهد.

پل شمالگان (انگلیسی: Arctic Bridge) یا پل دریایی شمالگان یک راه دریایی فصلی به طول تقریبی ۶٬۷۰۰ کیلومتر (۳٬۶۰۰ مایل دریایی) است که بندر مورمانسک در شمال روسیه را به بندر چرچیل در خلیج هادسون در ایالت منیوبای کانادا پیوند می‌دهد. چرچیل تنها بندر مهم کانادا در ساحل شمالی این کشور است و ارتباط زمینی با دیگر نقاط این کشور ندارد.